# Formation des Grès supérieurs
La Formation des Grès Supérieurs est une formation géologique au Laos, dont les strates datent de l'étage Aptien à l'Albien du Crétacé inférieur. On retrouve entre autres des fossiles de dinosaures dans son sous-sol. Elle équivaut à la Formation de Khok Kruat en Thaïlande.

## Faune fossilifère
La Formation des Grès Supérieurs a permis d'exhumer des restes d'iguanodontes non-identifiés, ainsi que des ichnites (traces) d'ornithopodes et de sauropodes.

### Poisson
| Poisson        | Poisson         | Poisson      | Poisson                  | Poisson                 | Poisson                  | Poisson |
| Genre          | Espèce          | Localisation | Position stratigraphique | Materiel                | Notes                    | Images  |
| -------------- | --------------- | ------------ | ------------------------ | ----------------------- | ------------------------ | ------- |
| Lanxangichthys | L. alticephalus |              |                          | Un crâne préservé en 3D | Un lépisostéiforme basal |         |

### Dinosaures
| Dinosaures       | Dinosaures   | Dinosaures   | Dinosaures              | Dinosaures                            | Dinosaures                                                           | Dinosaures |
| Genre            | Espèce       | Localisation | Position stratigrafique | Materiel                              | Notes                                                                | Images     |
| ---------------- | ------------ | ------------ | ----------------------- | ------------------------------------- | -------------------------------------------------------------------- | ---------- |
| Mandschurosaurus | M. laosensis |              |                         |                                       | Un iguanodonte non-identifié                                         |            |
| Tangvayosaurus   | T. hoffeti   |              |                         | Deux squelettes postcrâniens partiels | Un sauropode                                                         |            |
| Titanosaurus     | T. falloti   |              |                         |                                       | Un sauropode non-identifié possiblement attribuable à Tangvayosaurus |            |
| Ichthyovenator   | I. laosensis |              |                         | Un squelette incomplet                | Un spinosauridé                                                      |            |

Légende des couleurs
TaxonTaxon faussement déclaré comme présentTaxon suspect ou synonyme plus récentIchnotaxonOotaxonMorphotaxon
Notes Un taxon incertain ou vague est en plus petit ; un taxon barré a été discrédité.
Autres fossiles
- Traces de sauropode[1]
- Traces d'ornithopode du clade euornithopode[1]

### Publication originale
- (en) David B. Weishampel, Paul M. Barrett, Rodolfo A. Coria, Jean Le Loeuff, Xu Xing, Zhao Xijin, Ashok Sahni, Elizabeth M. P. Gomani et Christopher R. Noto, The dinosauria, Berkeley, Univ. of California Press avec David B. Weishampel, Halszka Osmólska, Peter Dodson, 6 novembre 2004, 2e éd. (1re éd. 1990), 861 p. (ISBN 978-0-520-24209-8 et 978-0-520-25408-4, LCCN 2004049804, lire en ligne), p. 268 ; 563-570.